# Munkáltatói márkaépítés
A munkáltatói márkaépítés (angolul employer branding) az a folyamat, ahol az értékek tudatosítása, kommunikációba ültetése és működtetése, a hiányzó, de szükséges értékek kialakítása, valamint a hiányos értékek fejlesztése történik.

## Célja
Annak érdekében, hogy a munkáltató (a cég) megfelelő minőségű munkaerőhöz jusson, a munkaerő-piacon vonzó képet kell kialakítania magáról. Ez a kép a munkáltatói márka (angolul employer brand), amely nem más, mint a vállalat közös értékeinek tudatos működése a vállalat külső, belső kommunikációjában. Ez az eszköz mai világban egyre inkább felértékelődik, mivel más és más karakterisztikákkal bíró generációk jelennek meg a munkaerőpiacon.